# 박현정 (1978년)
박현정(1978년 11월 9일 ~ )은 대한민국의 배우이며, 2000년 MBC 29기 공채 탤런트로 선발됨과 동시에 데뷔했다.

## 출연 작품

### 드라마
- 2001년 MBC 아침드라마 《내 마음의 보석상자》
- 2001년 MBC 수목드라마 《호텔리어》
- 2002년 MBC 월화드라마 《어사 박문수》
- 2004년~2006년 KBS2 《부부클리닉 사랑과 전쟁》

ㅡ)운명교향곡(2008)
- 2004년 KBS2 수목드라마 《두번째 프러포즈》
- 2005년 MBC 베스트극장 《나의 아름다운 이발소》

### 영화
- 2003년 《조폭 마누라 2 - 돌아온 전설》